# Santeramo in Colle
Santeramo in Colle (Sandèrm, nel dialetto locale, fino al 1863 chiamata Santeramo) è un comune italiano di 25 615 abitanti della città metropolitana di Bari in Puglia. Fa parte del parco nazionale dell'Alta Murgia e ha fatto parte della comunità montana della Murgia Barese Sud-Est.

## Geografia fisica
Per altitudine, Santeramo in Colle è il comune più alto della città metropolitana di Bari.
L'agro presenta i tipici tratti geomorfologici del territorio carsico: un substrato calcareo, con affioramenti rocciosi e presenza di lame (Lamalunga, Lamadavruscio, Lamadispina, Lamasinara, Lamadilupo), jazzi (Iazzitello, Iazzo vecchio, Iazzo Sava, Iazzo De Laurentiis, Iazzo De Luca), doline e inghiottitoi, corti (Corte Finocchio, Curtocarosino, Curtolevacche, Curtopasso, Curtolafica), parchi (Parco Giovanni, Parco Lanzano, Parconuovo, Parco del Trullo, Parco Sava, Parco Caldara), laghi (Lago Travato, Lagolupino, Lagolaguardia, Lagopalumbo, Lacometana), monti (Montefungale, Montefreddo), pozzi (Pozzo Leone, Pozzopoveriello), fontane (Fontana di tavola, Fontanarosa).

### Morfologia
L'articolazione morfologica e vegetativa permette di individuare tre zone distinte: il bosco, le Murge e le Matine.

#### Boschi
La zona boscosa del territorio è la zona situata in direzione Bari, così chiamata perché anticamente vedeva la presenza di vaste estensioni di querceti, oggi quasi del tutto estinti, che hanno lasciato il posto a terreni coltivati ed aree fortemente antropizzate. Inoltre su via Alessandriello si trova il bosco Denora, mentre sulla via per Matera vi è il bosco della Parata.

#### Le Murge
Le Murge sono l'elemento che caratterizza maggiormente il territorio di Santeramo e sono formate prevalentemente da rocce di natura calcarea, che lo attraversano da Sud a Nord dal Serrone a Murgia Sgolgore. Particolari sono le Quite, sulla via Alessandriello, caratterizzate da una maglia ordinata di muri a secco (i parate), trulletti (i casédde) e specchie.

#### Le Matine
Le Matine, in direzione Matera, sono rappresentate da una vasta pianura, un tempo paludosa, che costituisce la zona fertile del territorio santermano e sono caratterizzate da estese coltivazioni di cereali e dalla presenza di numerosi insediamenti rurali.

#### Le grotte
Il territorio è caratterizzato da numerose cavità carsiche che creano una fitta rete di cunicoli sotterranei.

### Clima
Il clima di Santeramo è clima temperato continentale, a causa dell'altitudine e della lontananza dal mare.
La temperatura in inverno si aggira intorno ai +4 °C, mentre in estate oscilla intorno ai +21 °C con un'elevata percentuale di umidità.
Le precipitazioni annuali si attestano attorno ai 600 mm. Nei periodi invernali frequentemente cade la neve, specialmente in presenza di aria fredda di origine balcanica, con accumuli a volte anche notevoli. Si può citare in particolare l'intenso episodio nevoso di gennaio 2017. L'8 gennaio 2017, il manto nevoso aveva raggiunto i 100 cm.
Nei mesi invernali è frequente la nebbia, soprattutto in condizioni anticicloniche o con correnti umide meridionali, provenienti dal Mar Ionio.
Santeramo risulta essere la località più fredda tra quelle ricadenti nella città metropolitana di Bari.
| SANTERAMO IN COLLE (1971-2000)  | Mesi         | Mesi         | Mesi         | Mesi        | Mesi        | Mesi        | Mesi        | Mesi        | Mesi        | Mesi        | Mesi        | Mesi        | Stagioni | Stagioni | Stagioni | Stagioni | Anno  |
| SANTERAMO IN COLLE (1971-2000)  | Gen          | Feb          | Mar          | Apr         | Mag         | Giu         | Lug         | Ago         | Set         | Ott         | Nov         | Dic         | Inv      | Pri      | Est      | Aut      | Anno  |
| ------------------------------- | ------------ | ------------ | ------------ | ----------- | ----------- | ----------- | ----------- | ----------- | ----------- | ----------- | ----------- | ----------- | -------- | -------- | -------- | -------- | ----- |
| T. max. media (°C)              | 7,6          | 8,1          | 10,6         | 14,0        | 19,7        | 24,4        | 27,3        | 27,2        | 23,3        | 17,3        | 11,9        | 8,8         | 8,2      | 14,8     | 26,3     | 17,5     | 16,7  |
| T. min. media (°C)              | 0,9          | 0,8          | 2,3          | 4,5         | 7,8         | 12,7        | 15,3        | 15,4        | 12,3        | 9,0         | 4,8         | 2,4         | 1,4      | 4,9      | 14,5     | 8,7      | 7,4   |
| T. max. assoluta (°C)           | 17,4 (1986)  | 20,4 (1990)  | 20,6 (1990)  | 27,4 (1983) | 33,2 (1994) | 39,8 (1982) | 40,8 (1988) | 39,2 (2000) | 35,2 (1975) | 31,2 (1981) | 22,8 (1990) | 19,0 (1979) | 20,4     | 33,2     | 40,8     | 35,2     | 40,8  |
| T. min. assoluta (°C)           | −11,8 (1985) | −11,4 (1993) | −10,2 (1987) | −4,8 (1988) | −1,4 (1989) | 5,0 (1980)  | 7,0 (1980)  | 6,6 (1976)  | 2,6 (1976)  | −2,6 (1972) | −7,2 (1972) | −9,2 (1976) | −11,8    | −10,2    | 5,0      | −7,2     | −11,8 |
| Giorni di calura (Tmax ≥ 30 °C) | 0            | 0            | 0            | 0           | 0           | 6           | 15          | 15          | 3           | 0           | 0           | 0           | 0        | 0        | 36       | 3        | 39    |
| Giorni di gelo (Tmin ≤ 0 °C)    | 10           | 10           | 6            | 3           | 1           | 0           | 0           | 0           | 0           | 0           | 3           | 7           | 27       | 10       | 0        | 3        | 40    |
| Precipitazioni (mm)             | 50,2         | 71,2         | 60,5         | 45,7        | 43,4        | 29,5        | 23,6        | 32,2        | 45,4        | 67,7        | 67,0        | 60,1        | 181,5    | 149,6    | 85,3     | 180,1    | 596,5 |
| Giorni di pioggia               | 7            | 8            | 7            | 7           | 6           | 4           | 3           | 3           | 5           | 7           | 8           | 7           | 22       | 20       | 10       | 20       | 72    |
| Giorni di nebbia                | 11           | 8            | 9            | 8           | 5           | 4           | 3           | 4           | 7           | 12          | 12          | 13          | 32       | 22       | 11       | 31       | 96    |
| Umidità relativa media (%)      | 79           | 75           | 73           | 70          | 68          | 63          | 61          | 63          | 69          | 75          | 80          | 80          | 78       | 70,3     | 62,3     | 74,7     | 71,3  |

- Classificazione climatica di Santeramo in Colle[9]:
  - Zona climatica D;
  - Gradi giorno 1884.

## Origini del nome
Il toponimo Santeramo ha origini medievali.
Diverse ipotesi sono state avanzate sul nome cittadino, tra le quali vi è una che sostiene possa far riferimento ad un luogo di culto: Santo Luogo dell'Eremo, con la presenza di annesso monastero, costruito dopo l'XI secolo, a cui fu probabilmente premesso l'aggettivo di "Santo". Il primo documento, a conferma di questa ipotesi, che fa cenno al toponimo "Ad Sanctum Eramum" (Santo Eramo / Eramo Santo) compare per la prima volta in un documento “privilegio di Costanza”, conservato, in originale, nel Tabulario di Santa Maria la Nova, ed è datato Palermo 1196 dicembre, XVI Ind. Ad Castrum Sancti Herasmi riferito, probabilmente, al ruolo svolto dal culto micaelico nel territorio. L’eremo appunto di Sant’Angelo.
Un'altra, invece, sostiene il richiamo al martire erasmiano, ipotesi sostenuta anche da molti studiosi in loco. Dell'attuale toponimo vi sono riferimenti cartacei a partire dal XII secolo (vi è una charta datata al 1180). Già diffuso da prima dell'XI secolo doveva essere anche il culto a Sant'Efrem.

## Storia

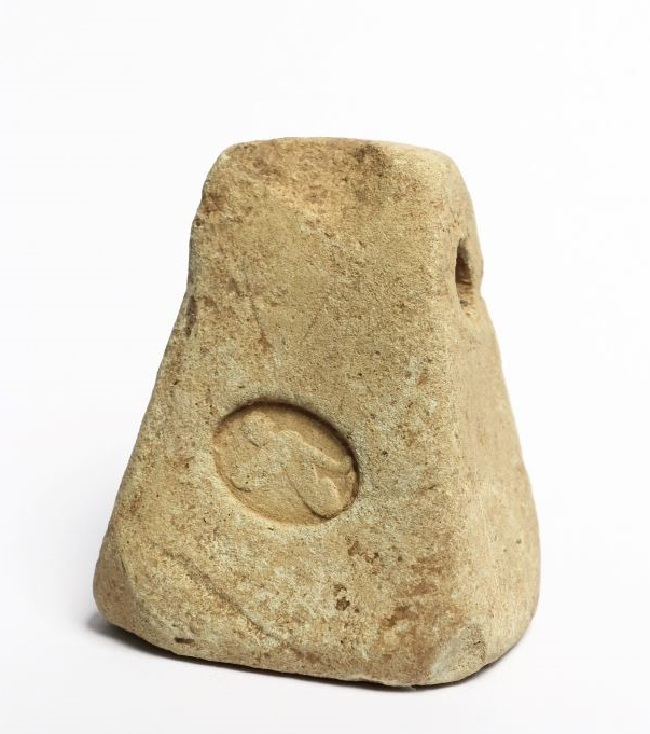
Peso da telaio con sfinge in ambo i lati. Depositato presso Soprintendenza Archeologica di Bari

### Antica Lupatia

#### Età preromana-peuceta
L’abitato moderno di Santeramo, costituito da strutture murarie con andamento curvilineo, è impostato su un’area di frequentazione antichissima. Le fondazioni dell’abitato antico sono formate da tre allineamenti affiancati di blocchi calcarei informi, con spessore delle fondazioni di cm 30-40. Pavimento battuto in concotto e tufina. Dimensione: 28 m².
Durante gli scavi avvenuti nel maggio 1980 a Santeramo, la Soprintendenza ha messo in luce resti di due insediamenti ascrivibili al IX-VIII e V-IV secolo a. C.. È stato inoltre rinvenuto un peso da telaio con la raffigurazione su ambo i lati di una sfinge (unico esemplare in Italia), certamente va approfondita la simbologia della sfinge e chi e perché ne fece uso. Il contesto è fondamentale per capire il suo significato. Inoltre, fu rinvenuto un fornello costituito da sottili strati sovrapposti di pietrisco, argilla e carbone, poggianti su un piano di piccole lastre calcaree, sovrastante una grossa chiazza di cenere e carbone (nella relazione dello scavo della Soprintendenza Archeologica di Taranto).
L’insediamento peuceta di Santeramo appartiene alla tipologia dei centri situati all’interno (entroterra) si sviluppò sul promontorio che dominava tutta l’area circostante, posizione geografica di controllo, sfruttando quelle che erano le caratteristiche idrogeomorfologiche del terreno, in corrispondenza dei territori fertili, solchi torrentizi o bacini di raccolta delle acque piovane, le lame e, in presenza di antiche cavità carsiche (grotte). È accertata la presenza dell’antico lago carsico.

### Antica Roma
Il Borgo Antico può essere suddiviso in area originale peuceta e area di successiva espansione romana, probabilmente da ascriversi al periodo dalla ricostruzione presunta nel II secolo a.C. e fino ai primi secoli EV. Il precedente Borgo Antico si espande, poi, nell’abitato altomedievale circondato da mura.
Un ritrovamento esemplare riguarda un'epigrafe ritrovata in un orto appartenente ad Antonio di Santo, che riporta il nome del defunto -ELASIV- (classificato successivamente (v)/(c)-ELASIV-(s)), e collocata dal Mommsen tra il territorio santermano e gioiese.

### Origine del toponimo Lupatia
Facendo un sommario degli studi relativi all’etimo del poleonimo, troviamo:
- Lupatia (lib/lub)    -    Λιβαδιον valle)                                    -   G. Colella
- (lub-)               -    Radice etrusca lup-  (che riguarda la morte)       -     G. Alessio, S. Bekakos
- (lib-)               -    Acqua stagnante G. Alessio (più recente)
- Aliba (lib-)         -    Luogo di culto dell’acqua e dei defunti S. Bekakos

### Fondazione di Lupatia
Circa la data di fondazione di Lupatia, o meglio della nascita del poleonimo, va ipotizzata a cavallo fra il IX e la fine del VII secolo a.C. Considerati i numerosi altri toponimi intorno a Canosa e la loro supposta origine chiuso-perugina, parrebbe più probabile una datazione alta. Ma questa, ovviamente, richiede ulteriori riscontri.
In queste aree della Peucezia, infatti, gran parte degli abitati sono stati frequentati almeno fin dalla cultura appenninica. Per fondazione intendiamo quindi ipotizzare quell’arco di tempo nel quale si è cominciato a parlare dell’antico insediamento attraverso la radice etrusca lup-. Quindi più che di fondazione, si dovrebbe parlare di connotazione poleonimica.

### Neolitico
La frequentazione umana assidua nel territorio santermano è testimoniata sin dal Neolitico, dato il rinvenimento di molti elementi appartenenti a questa fase storica, nello specifico nella zona nota come Le Matine, situata a sud dell'attuale centro cittadino e caratterizzata dal suolo pianeggiante, dapprima paludosa alla fine della seconda fase sub-boreale e successivamente boscosa nel Neolitico, dovuta ad una probabile bonifica in epoca romana.

### Villaggio neolitico trincerato di Masseria Fontana di Tavola o Talve
Il sito di Masseria Fontana di Tavola è ubicato
lungo il percorso della Via Appia Antica (denominata anche ‘Via Tarantina’), la quale delinea il
confine tra Santeramo in Colle e Matera. Esso è collocato in località Valzerosso, nei pressi di una vallecola attraversata da un ramo del Silica, su un’area pianeggiante che procedendo verso est termina con un lieve dislivello. Attualmente la zona è di proprietà privata e vi è stata impiantata un'azienda agricola a vocazione cerealicola.
Etimologicamente il nome della località significherebbe ‘Fonte del Fiume Talvo’. In questa
zona infatti doveva trovarsi la sorgente di questo corso d’acqua che costeggiava la città di Castellaneta e di cui parlano diverse fonti a partire
dall’epoca romana fino a tempi più recenti. Per citarne alcune:
• «CASTELLANETTA: al Ponente di Metula, sul fiume Talvo. Ha Vescovado Suffraganeo
dell’Arcivescovo di Taranto».
La quantità di frammenti ceramici rinvenuti, sono ascrivibili all’orizzonte cronologico compreso tra il Neolitico, l’Eneolitico e l’età del Bronzo, raccolti sul sito di Masseria Fontana di Tavola.
Lo studio dei reperti ceramici ha indotto a ritenere che la zona sia stata frequentata e occupata più assiduamente nel corso del Neolitico Antico, vista la preponderanza di ceramica impressa arcaica (soprattutto nell’area tra Altamura e Santeramo in Colle). A questo proposito, Damiana Santoro ha sostenuto che «i rinvenimenti denotano un popolamento più diffuso durante la fase del
Neolitico Antico; nel Neolitico Medio-Recente sembra delinearsi una tendenza a un diradarsi, o
piuttosto ad un concentrarsi degli abitati, probabilmente in conseguenza di mutate esigenze da
riconnettersi a differenti condizioni climatico ambientali»
L’analisi dei reperti di Masseria Fontana di Tavola permette di verificare che il sito ha avuto
un periodo di rioccupazione durante il Neolitico
Finale, considerando il cospicuo numero di frammenti in stile Diana, nell’ambito di un generale
incremento degli abitati e di una riaggregazione
stanziale riscontrabile anche in altre zone dell’Italia sud-orientale, per poi ridimensionarsi
nuovamente durante l’Eneolitico e l’età del Bronzo.

### Villaggio neolitico trincerato di Masseria Grottillo
All’interno del paesaggio della Murgia Alta di Santeramo in Colle si individua i resti del villaggio neolitico trincerato di Masseria Grottillo, che riveste notevole interesse da un punto di vista archeologico.
Il Villaggio neolitico trincerato fu individuato dallo studioso materano Gianfranco Leonetti, nell’ambito delle ricerche topografiche e sottoposto solamente a vincolo dalla Soprintendenza Archeologica di Taranto - dott.ssa Donata Venturo nel 26 maggio 1997 e dall’ora non è mai stato studiato. Il villaggio attualmente è in stato di abbandono.

### Insediamento peuceta di Masseria Di Santo e Bonifacio
Sulla base di alcuni studi, è emerso che 
Il sito archeologico in oggetto è ubicato nell’area delle masserie Di Santo e Bonifacio a S-SE della cittadina di Santeramo in Colle (BA), altezza di m 360 s.l.m.
Il sito, domina la valle sottostante che è attraversata da antichi percorsi, N-NS e E-ES, non agevolmente definibili temporalmente, che raggiungevano la masseria Viglione, che coincide con Sublupatia, una stazione della Via Appia.
Il Biancofiore, sottolinea a seguito delle ricerche condotte in loco come Viglione, fosse stato, come oggi, un centro di smistamento di diverse strade.
Come Sublupatia, che non era soltanto una stazione della Via Appia, ma anche il nodo da dove partiva il raccordo per la Minucia, testimoniato sommariamente dalla Tabula Peutingeriana che pure nell’area non riporta più la via Appia, ma con maggior precisione dalla Cosmographia Anonimi Ravennatis e dalla Guidonis Geographica. (fig. 1)
Gli insediamenti Peuceti erano localizzati spesso nelle vicinanze dei villaggi occupati in epoca preistorica. Il sito in oggetto, infatti, è distante circa 500 m dal noto villaggio neolitico trincerato di Masseria Grottillo (già segnalato, sottoposto a vincolo archeologico dalla Soprintendenza di Taranto nel 1997, non studiato, attualmente in stato di abbandono) dove abbondano anche ceramica classica e romana e a circa 3 km dall’Antica Via Appia.
Il sito era già stato segnalato alla Soprintendenza Archeologica di Taranto a partire dal 1980 dall’Ispettore Onorario Gianni De Santis.
Nulla di nuovo ci dice la Mangiatordi che scrive solo che nel sito: furono raccolti frammenti ceramici ascrivibili alla tarda età repubblicana e alla prima età imperiale.
A confermare l’importanza del sito è C. S. Fioriello, dell’Università di Bari, nel 2017 a valle di un articolato sopralluogo.
L’enorme superficie interessata dallo spargimento di frammenti ceramici, lascia supporre la presenza di un insediamento di considerevole dimensione.
Nell’area sono disseminati su tutta la superficie moltissimi frammenti di ceramica geometrica indigena e lineare, ceramica a vernice nera, terra sigillata africana, ceramica tardo-romana dipinta e da cucina, varie tegole, frammenti di sarcofagi e centinaia di pesi da telaio e, un peso da telaio in bronzo (in possesso del contadino) di altezza 10 cm. (fig. 2)
Nell’area compresa fra Masseria Bonifacio e Masseria Di Santo, in mancanza di scavo scientifico, nonostante la quantità dei rinvenimenti che consentirebbe di formulare ipotesi certe sulle caratteristiche dell’insediamento, è possibile ipotizzare la presenza di un nucleo abitativo di rilevante entità socioeconomica, vista la vicinanza, anche di due probabili ville di età imperiale riconosciute nella vicina località Masseria Bonifacio (foto aeree del 2009, già trasmesse alla Soprintendenza di Taranto). (fig. 3)
Nell’area di masseria Bonifacio, è presente un uliveto alla cui entrata è ubicato un ipogeo, epicentro di tutta l’area delle masserie Di Santo – Bonifacio.
L’ipogeo è un vastissimo sistema sotterraneo che si estende per decine di metri ed è di grande interesse geologico, geomorfologico, archeologico e storico.
L’accesso principale permette di raggiungere una serie di enormi saloni in rapida successione. La grotta è di natura carsica, ipogea e sulle pareti si notano sedimenti e fossili.
Un’insenatura chiusa artificialmente con materiale di riporto e vari massi ostruisce l’accesso ad altri vani. All’interno sono stati rinvenuti frammenti di ceramica di tutte le epoche, a partire dal neolitico nonché molte ossa.
Si segnala: un obolo greco del IV secolo, e 3 frammenti facenti parte di un vassoio così come descritto dal dr. Philip Kenrick:
Vassoio rettangolare in Ceramica Sigillata Africana (fig. 7)
Due frammenti in fine argilla rossa con un lembo rosso appena lucente appartengono a un vassoio rettangolare decorato a stampo in rilievo. Questi vassoi sono stati realizzati nel sito di produzione tunisino centrale di Sidi Marzouk Tounis e sono stati datati approssimativamente (dai prototipi in argento che si crede di imitare) alla seconda metà del IV secolo d.C. I frammenti della grotta di Masseria Bonifacio provengono dal bordo di un vassoio unico che ritrae scene della vita di Achille. Esiste un esempio completo nella Archäologische Staatssammlung (ex Prähistorische Staatssammlung) di Monaco (Garbsch 1980, 1982, 100 n.36). I due frammenti di Masseria Bonifacio mostrano:
una lepre sostenuta dalle zampe posteriori da un centauro (verso l'estremità sinistra del bordo inferiore);
una donna seduta che gira, interpretata come Deidameia, ammiratrice di Achille quando fu nascosto alla corte del re Lycomede a Skyros (verso l'estremità inferiore del lato destro).
Il tema di questo vassoio è anche discusso in dettaglio da Mackensen (2004). La forma della nave è Hayes (1972) Form 56, citata come tale in Anselmino et al. (1981) 160.
Lampada africana
La forma è Hayes (1972) Tipo II, probabilmente IIa (tessuto a grana fine, decorazione ordinata e tagliente) dalla Tunisia centrale. Il motivo sul disco è un simbolo di chi-rho, con il rho invertito: per esempi simili, vedi Bailey 1988, n. Q1755-7. Datata intorno al 400-500 d.C.
L’ipogeo era destinato in passato per le sepolture, fu probabilmente utilizzato, poi, come rifugio nel quarto o quinto secolo d.C. (a conferma di questa datazione, sono le tecniche costruttive delle mura interne).

### Ellenismo
La fase greca di Santeramo, caratterizzata dalla presenza di ceramica japigia e dalla persistenza di forme in impasto levigato di tradizione proto-villanoviana, trova numerosi elementi di confronto nella fase di Gravina I, datata dall'825 al 725 a.C. E, in particolare, significativi sono i numerosi e puntuali confronti con i motivi decorativi riscontrati nella ceramica geometrica di Gravina, di recente inserita dallo Yntema nella fase più antica della produzione iapigia, datata in un arco cronologico che va dal IX agli inizi dell'VIII secolo a.C. Le analogie con Gravina I non sono evidentemente casuali, se si considera la posizione dei due collocati, come i vicini centri di Altamura e Monte Sannace, nell'entroterra della Peucezia, al margine dell'altopiano murgico, etc etc.» (fonte Archeologa M. R. Depalo - 1984). Il «Borgo Antico» può essere suddiviso in area originale peuceta e area di successiva espansione «romana», probabilmente da ascriversi al periodo dalla ricostruzione presunta nel II secolo a.C. e fino ai primi secoli EV.

### Medioevo
Il periodo normanno è conosciuto dallo studio del Catalogus Baronum, così come per l'età sveva è fondamentale lo studio dello Statutum de reparatione castrorum. Quest'ultimo studio tratta un'inchiesta che Federico II avviò sulla base di modelli normanni, sulle località tenute alla riparazione delle fortezze regie.
Le domus erano particolarmente numerose in Puglia: su ottantadue strutture edilizie elencate nello Statutum de reparatione ben trentacinque erano tali, di cui la maggior parte ubicate nel giustizierato di Capitanata. In questo territorio prediletto da Federico II il loro numero (ventotto) superava quello dei castra (ventitré), mentre in Terra di Bari ne troviamo soltanto tre a fronte di tredici castra e, analogamente, in Terra d'Otranto soltanto due a fronte di tredici castra. Le domus della Capitanata erano situate ad Apricena, S. Eleuterio, Rignano Garganico, Sala, S. Chirico, Lama, Fiorentino, Guardiola, Visciglieto, Lucera (masseria), Castiglione, Foggia, Pantano-S. Lorenzo, S. Spirito di Gulfiniano, Incoronata, Salpi, S. Maria "de Mari", S. Maria "de Salina", Trinitapoli, Ponte Albanito, Orta, Ordona, Stornara, Cerignola, Celano, Salsiburgo, S. Maria "in Bircis", Girofalco; nel resto della Puglia, si trovavano a Garagnone, Gravina, Santeramo, Castellaneta, Girofalco e Montalbano; nel giustizierato di Basilicata erano ubicate a Gaudiano, S. Nicola d'Ofanto, Cisterna, Lavello, Boreano, Lagopesole, Montemarcone, Monteserico e Agromonte.

### Epoca moderna
Nel 1468 Santeramo fu dato in feudo ai Carafa; nel 1618 fu trasmesso ai Caracciolo, che lo ressero fino al 1806, allorché fu abolita la feudalità.

### Epoca contemporanea
Anche a Santeramo in Colle si sviluppò il fenomeno del brigantaggio postunitario, operavano bande di briganti santermani, dirette dal "Contino",  bandito locale e altri briganti forestieri come Carmine Crocco.

### Simboli
Stemma
Gonfalone

Lo stemma e il gonfalone sono stati concessi con regio decreto del 6 settembre 1934.

## Monumenti e luoghi d'interesse

### Architetture religiose

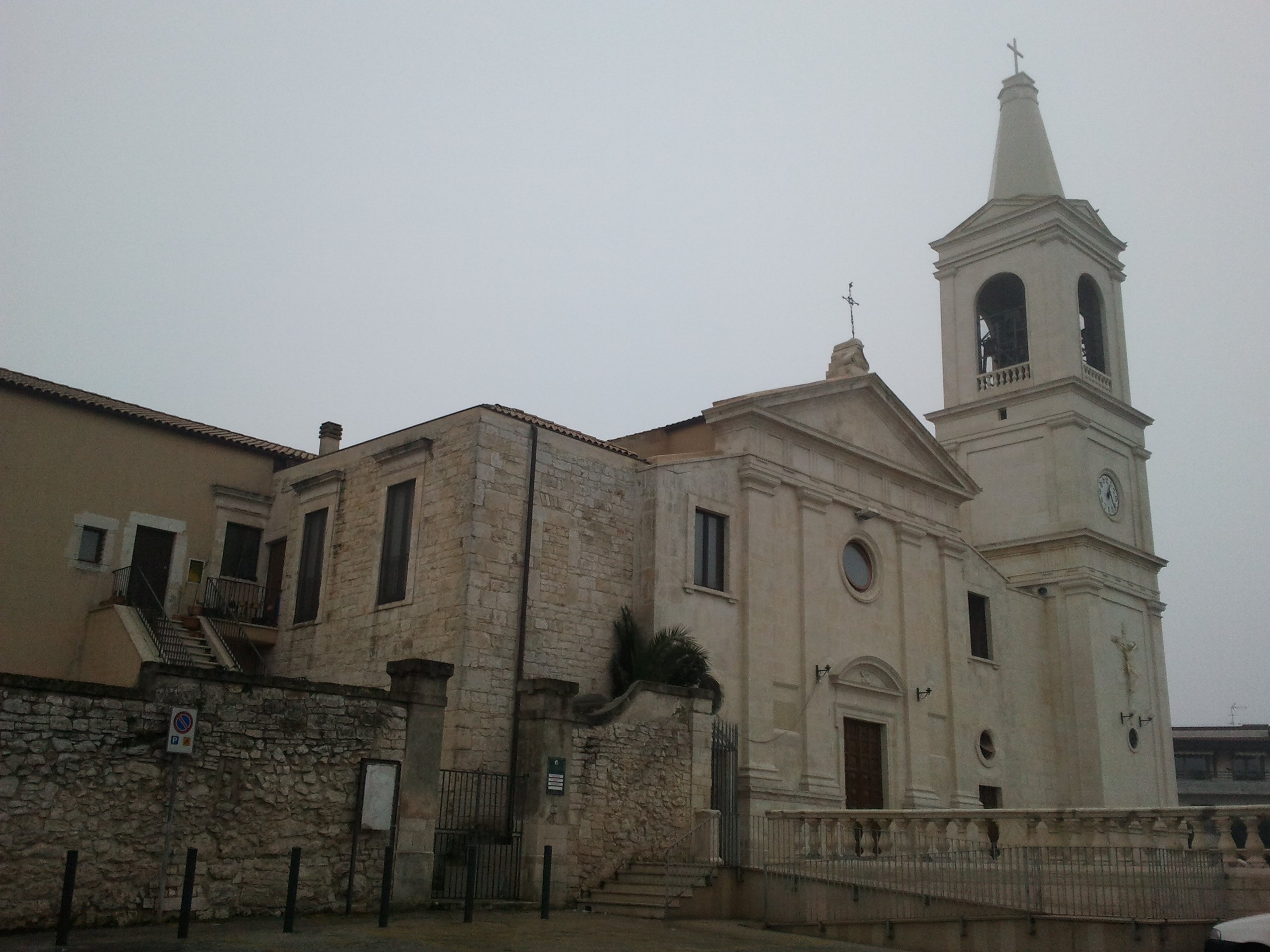
Parrocchia SS Crocifisso

- Chiesa parrocchiale di Sant'Erasmo Vescovo e Martire. È detta anche chiesa madre e, davanti a un altare nelle navate laterali, vi è la tomba di mons. Jolando Nuzzi vescovo di Nocera Inferiore-Sarno, in Piazza Garibaldi.[20]
- Chiesa parrocchiale del Sacro Cuore
- Chiesa parrocchiale del Santissimo Crocifisso con annesso Monastero Francescano
- Chiesa di Maria Santissima del Carmine con annesso Monastero Benedettino
- Chiesa di Sant'Eligio Vescovo
- Chiesa di San Giuseppe
- Chiesa di Maria Santissima Annunziata
- Chiesa di Santa Lucia Vergine e Martire
- Chiesa di San Domenico di Guzmàn
- Chiesa di Maria Santissima della Pietà (Addolorata)
- Chiesa di Maria Santissima del Rosario di Pompei (Monfortani)
- Chiesa di Maria Santissima di Fatima in località Jazzitiello

### Architetture civili

#### Palazzi storici
- Palazzo Colonna

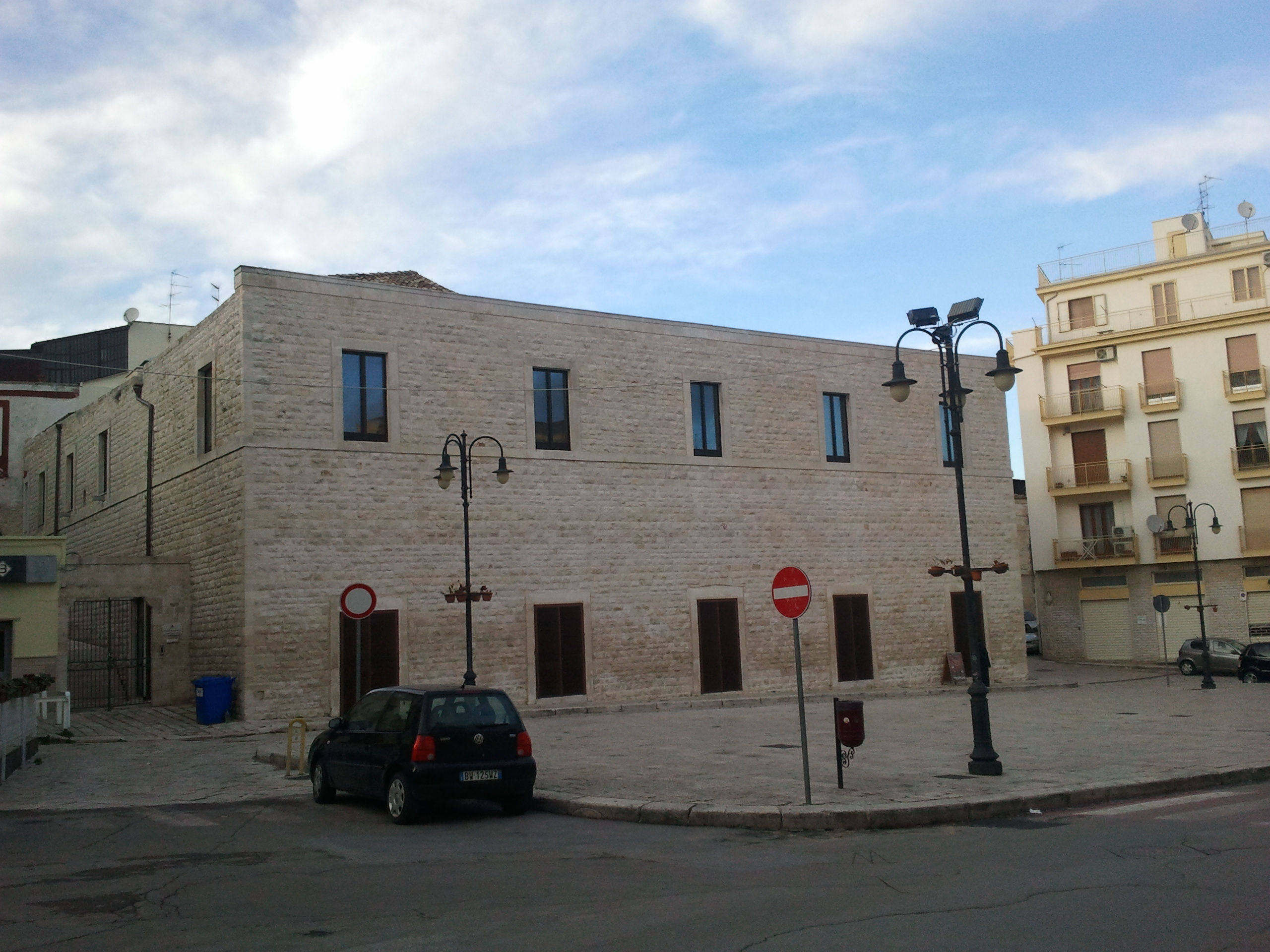
Palazzo Marchesale

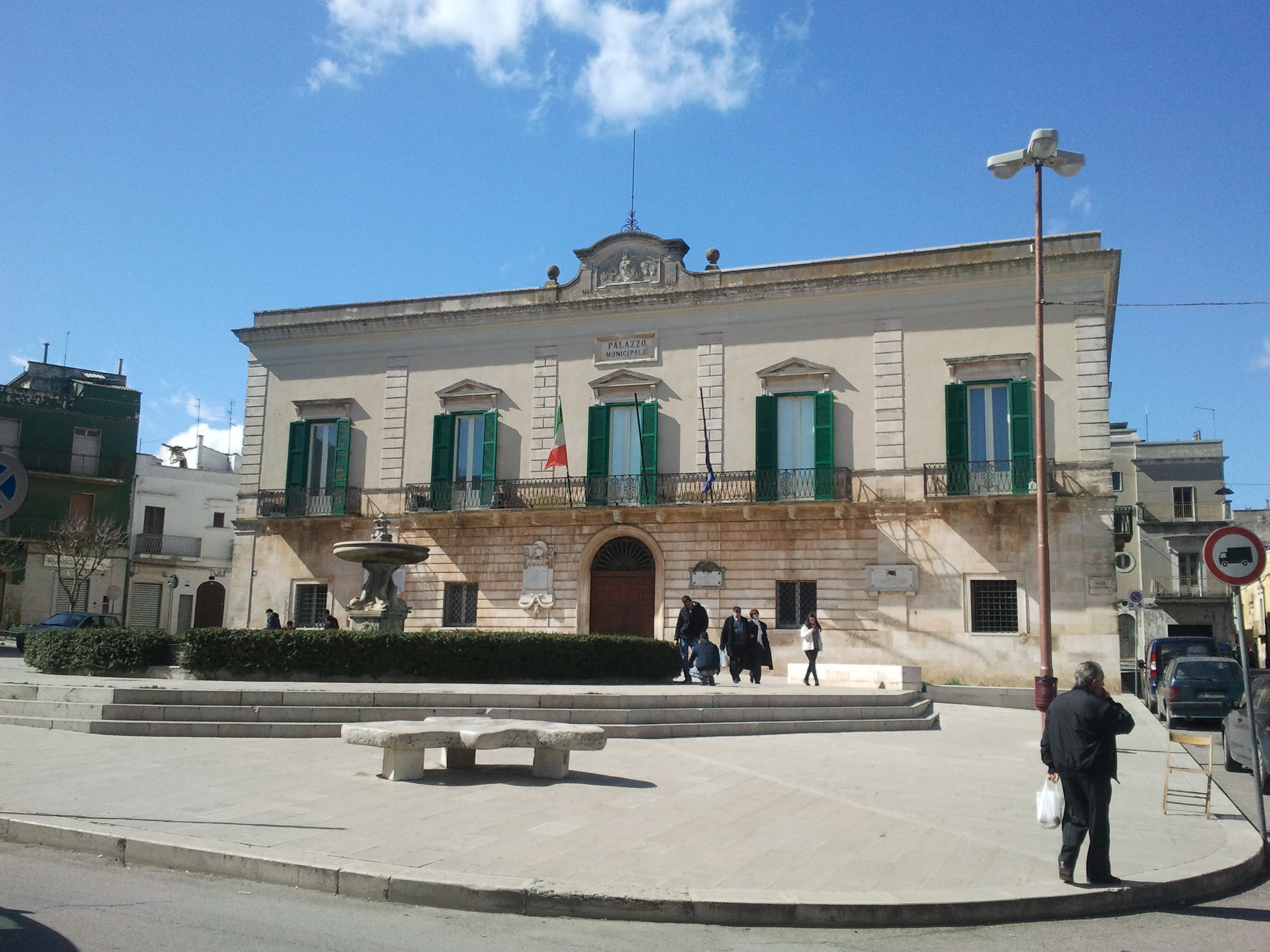
Palazzo Municipale

- Palazzo Marchesale "Caracciolo-Carafa" (1576)
- Palazzo De Laurentis
- Palazzo De Luca
- Palazzo Di Fonzo
- Palazzo Di Santo
- Palazzo Giandomenico
- Palazzo Netti
- Palazzo Sava
- Palazzo Municipale
- Castello Tangorra[21]

### Architetture Rupestri
- Santuario Rupestre e Grotte di Sant'Angelo (via Montefreddo)
- Santuario Rupestre di Sant'Angelo in località Morsara (via per Laterza)

### Masserie
- Masseria Viglione.
- Masseria Sava con annessa Cappella e "Neviera".
- Masseria Galietti nel complesso rupestre è presente la cappella dedicata a San Raffaele, bosco di conifere, oliveti e frutteti.
- Masseria De Laurentis[22][23]
- Masseria Di Santo, è arricchita da una piccola chiesa dedicata a S. Bonifacio.
- Masseria De Laurentis[24]

- Curtomartino
- Gravina - Matera
- Grumo Appula - Santeramo in Colle
- Santeramo in Colle - Laterza
- Tarantino

## Società

### Evoluzione demografica
Abitanti censiti

### Etnie e minoranze straniere
Gli stranieri residenti nel comune sono 1 223, ovvero il 4,7% della popolazione. Di seguito sono riportati i gruppi più consistenti:
1. Albania, 667
2. Marocco, 269
3. Romania, 89
4. India, 78

## Cultura

### Media
- Partecipare[27], periodico di cultura locale cartaceo mensile
- Tele Radio Colle (TRC), emittente televisiva locale
- Il Colle[28], giornale cartaceo mensile

### Cinema
Nelle campagne di Santeramo tra il 1930 e il 1931 furono girate alcune scene del film muto Idillio Infranto, diretto da Nello Mauri con Ida Mantovani e altri attori dilettanti.
In contrada Sabbettolla dell'agro di Santeramo, Pier Paolo Pasolini girò alcune scene del film Il Vangelo secondo Matteo.
Nel 1994 la cittadina fu scelta come ambientazione di Da do da (in dialetto barese: "Da qui a là"), diretto da Nico Cirasola, narrazione fantastica della discesa degli dei dell'Olimpo in una cittadina dell'Italia meridionale.

### Teatri
- Teatro Il Saltimbanco (ex Teatro Don Bosco)

### Cucina
La cucina tipica santermana è basata essenzialmente sui prodotti locali: grano, olio, vino, carni, formaggi, ortaggi e frutta.
La produzione di rilevanti quantità di cereali nella zona pianeggiante delle Matine permette la realizzazione di prodotti quali pane cotto nel forno a legna, biscotti, taralli, focacce, friselle. Il pane di Santeramo in Colle è incluso nell'elenco dei Prodotti agroalimentari tradizionali (PAT). La pasta tipica è fatta a mano con semola di grano duro e prende la forma di cavatelli, orecchiette, fricelli.
Piatti tipici sono le orecchiette con i fricelli, le orecchiette con le cime di rape, i cavatelli con il sugo di braciole, i cavatelli lunghi con i cavolfiori e la mollica soffritta, i cavatelli con i funghi cardoncelli, le fave bianche con le cicorielle campestri, l'agnello allo spiedo con patate e cipolle, le "gnumiredde" (involtini di frattaglie di agnello o agnellone avvolti dalle budella dello stesso animale), i lampascioni lessi con olio e pepe. Molto diffuso è anche il consumo di carne equina (cavallo e asino).
Tra i dolci tipici vi sono le castagnelle di marzapane, le carteddate e i purciddi con il "cuette", vincotto ricavato dalla cottura dei fichi, le scarcedde pasquali con uova lesse a forma di colombe, cavalli e borsette.
Da segnalare la produzione di vini, tra cui il Primitivo e il Novello.

## Economia
Il territorio circostante è caratterizzato dalla presenza di numerose aziende agro-zootecniche.
Le attività agricole principali riguardano la coltivazione di uva da vino e dell'ulivo, mentre per l'allevamento Santeramo ha ovini e bovini ma soprattutto equini, tanto è vero che Santeramo è conosciuta in tutta la zona come la "Città della carne di cavallo".
Definita la "Svizzera d'Italia" fino a qualche anno fa, per il bassissimo tasso di disoccupazione, Santeramo vanta anche il primato di "Città mondiale del salotto", in quanto hanno sede le Industrie Natuzzi leader del mobile imbottito quotata alla borsa di Wall Street.

## Infrastrutture e trasporti

### Strade
Santeramo è crocevia di molte strade provinciali e statali; tra le più importanti:
- SP 235 (già SS 171), che conduce a Gioia del Colle e Altamura;
- SP 236 (già SS 271) per Cassano delle Murge e Matera (denominata SP ex SS 271) - Viglione (SP 176)
- SP 127 Santeramo in Colle - Acquaviva delle Fonti;
- SP 128 Santeramo in Colle - Laterza.

### Ferrovie
La stazione di Santeramo, con ridotta capacita dal 2011 e chiusa dal servizio dei treni dal 2016, è stata a servizio del comune e si trova sulla ferrovia Rocchetta Sant'Antonio-Gioia del Colle gestita da RFI.
L'intera tratta ferroviaria è stata sostituita da un servizio autobus, su concessione di Trenitalia.

### Mobilità interurbana
I trasporti interurbani di Santeramo in Colle vengono svolti con autoservizi di linea gestiti dalle società Autolinee Caponio, Sita Sud e Stp Bari.

### Mobilità urbana
I trasporti urbani di Santeramo in Colle vengono svolti con autoservizi di linea gestiti dalle società Autolinee Caponio .

## Amministrazione
Di seguito è presentata una tabella relativa alle amministrazioni che si sono succedute in questo comune.
| Periodo          | Periodo          | Primo cittadino           | Partito                     | Carica      | Note   |
| ---------------- | ---------------- | ------------------------- | --------------------------- | ----------- | ------ |
| 4 agosto 1988    | 10 novembre 1990 | Angelantonio Digregorio   | Partito Socialista Italiano | Sindaco     | [ 40 ] |
| 10 novembre 1990 | 9 febbraio 1992  | Giuseppe Depascale        | Partito Socialista Italiano | Sindaco     | [ 40 ] |
| 29 febbraio 1992 | 2 dicembre 1994  | Angelo Nuzzi              | Democrazia Cristiana        | Sindaco     | [ 40 ] |
| 14 dicembre 1994 | 24 aprile 1995   | Gioacchino Vito Maiullari | Partito Socialista Italiano | Sindaco     | [ 40 ] |
| 12 maggio 1995   | 4 giugno 1998    | Rosa Dimita               | centro-sinistra             | Sindaco     | [ 40 ] |
| 24 giugno 1998   | 14 dicembre 1998 | Raffaele Ruberto          |                             | Comm. str.  | [ 40 ] |
| 14 dicembre 1998 | 20 novembre 2001 | Michele Di Gregorio       | centro-destra               | Sindaco     | [ 40 ] |
| 20 novembre 2001 | 10 giugno 2002   | Donato Cafagna            |                             | Comm. pref. | [ 40 ] |
| 10 giugno 2002   | 29 maggio 2007   | Vito Sante Zeverino       | centro-sinistra             | Sindaco     | [ 40 ] |
| 29 maggio 2007   | 7 aprile 2011    | Vito Lillo                | centro-destra               | Sindaco     | [ 40 ] |
| 7 aprile 2011    | 31 maggio 2012   | Giuseppe Marani           |                             | Comm. pref. | [ 40 ] |
| 24 maggio 2012   | 30 marzo 2017    | Michele D'ambrosio        | PD, PSI, SEL, IdV, UDC      | Sindaco     | [ 40 ] |
| 1º aprile 2017   | 25 giugno 2017   | Emilia Felicita Capolongo |                             | Comm. str.  | [ 40 ] |
| 25 giugno 2017   | 26 giugno 2022   | Fabrizio Baldassarre      | Movimento 5 stelle          | Sindaco     | [ 40 ] |
| 26 giugno 2022   | 24 gennaio 2024  | Vincenzo Luciano Casone   | centro-sinistra             | Sindaco     | [ 40 ] |
| 25 gennaio 2024  | 23 giugno 2024   | Alberto Monno             |                             | Comm. pref. | [ 41 ] |
| 23 giugno 2024   | in carica        | Vincenzo Luciano Casone   | centro-sinistra             | Sindaco     | [ 40 ] |

### Gemellaggi
- Bad Säckingen, dal 1983[42]
- Bülach, dal 2003[43]
- Formia (gemellaggio a carattere religioso)[44]

## Sport
- La società calcistica Football Club Santeramo milita in Promozione.
- La Santermana A.S.C. a cavallo degli anni 50 e 60 e anni 80 è stata la massima espressione calcistica santermana.[45]
- La Rugby Union Santeramo è la principale società di rugby cittadino che milita nella Serie C1, disputa le sue partite allo Stadio Casone. In passato hanno rappresentato la città anche la franchigia Murgia Rugby e i Falchi Santeramo.
- Aveva sede nel comune la società di pallavolo Santeramo Sport, non più attiva.
- La Polisportiva Santeramo, è una società che si occupa di badminton,[46] tennis, calcio[47].
- Il Murgia Basket Santeramo è attiva nel campionato di serie D .[48]

### Impianti sportivi
Gli impianti sportivi principali sono:
- Campo comunale "Giuseppe Casone"[49][50]
- Palazzetto dello Sport “Maresciallo Pasquale Vitulli” (in ristrutturazione)
- PalaCooper (in ristrutturazione)
- ex campo comunale "Vito Leonardo Mele" (riconvertito in parco urbano)